# Lac Opiscotéo
Der Lac Opiscotéo ist ein See in der Verwaltungsregion Côte-Nord der kanadischen Provinz Québec.

## Lage
Der Lac Opiscotéo liegt in Zentral-Labrador 75 km nordwestlich von Fermont. Der See liegt im Bereich des Kanadischen Schildes auf einer Höhe von 607 m. Der Lac Opiscotéo wird vom Rivière René-Lévesque durchflossen. Dieser trifft von Süden kommend auf den See und verlässt diesen an dessen Nordwestufer zum benachbarten See Lac Raimbault. Der Lac Opiscotéo ist von vielen kleinen Inseln durchsetzt. Er hat eine Fläche von ungefähr 205 km², eine Längsausdehnung von 35 km sowie eine Breite von etwa 22 km.

## Etymologie
Der Name des Sees leitet sich von dem Innu-Wort für „dort wo es gedonnert hat“ ab.